# Agrippa (naam)
Agrippa was oorspronkelijk een praenomen (= voornaam), maar zou vooral als cognomen (= derde naam, ná de familienaam) dienen in verschillende gentes. Het gaat onder andere om de gentes Antonii, Asinii, Cassii(?), Fonteii, Furii, Haterii, Helvii, Julii, Lurii, Menenii, Vibuleni en Vipsanii. 
De naam zou zijn afgeleid van aegre partus (of *agrei-pod-), wat zoveel betekent als "met zwierigheid geboren", namelijk met de voeten eerst.
Een aantal bekende dragers van dit praenomen zijn:
- Agrippa Silvius, een koning van Alba Longa
- Agrippa Menenius Lanatus (consul in 503 v.Chr.)
- Agrippa Menenius Lanatus (consul in 439 v.Chr.)

Een aantal bekende dragers van dit cognomen zijn:
- Lucius Vipsanius Agrippa, vader van Marcus Vipsanius Agrippa
- Marcus Vipsanius Agrippa (63-12 v.Chr.), generaal en schoonzoon van Augustus
- Gaius Vipsanius Agrippa (20 v. -4 na C.), oudste zoon van Marcus Vipsanius Agrippa en Julia Caesaris maior, dochter van Augustus. Beter bekend onder zijn adoptienaam Gaius Julius Caesar Vipsanianus
- Lucius Vipsanius Agrippa, tweede zoon van Marcus Vipsanius Agrippa en Julia Caesaris maior, dochter van Augustus. Beter bekend onder zijn adoptienaam Lucius Julius Caesar
- Marcus Vipsanius Agrippa Postumus, postuum geboren zoon van Marcus Vipsanius Agrippa en Julia Caesaris maior, dochter van Augustus.
- Marcus Asinius Agrippa (8 v. - 27 na C.), kleinzoon van Marcus Vipsanius Agrippa
- Menenius Agrippa

## Referentie
- D. Kienast, art. Agrippa, in NP 1 (1996), col. 294.